# Liste der Monuments historiques in Courlon
Die Liste der Monuments historiques in Courlon führt die Monuments historiques in der französischen Gemeinde Courlon auf.

## Liste der Objekte
| Bezeichnung                | Beschreibung                                                                        | Standort                     | Kennzeichnung | Schutzstatus | Datum | Bild |
| -------------------------- | ----------------------------------------------------------------------------------- | ---------------------------- | ------------- | ------------ | ----- | ---- |
| Kruzifix                   | Silber, Kupfer, 18. Jahrhundert                                                     | in der Kirche St-Rémi (Lage) | PM21003862    | Inscrit      | 1989  |      |
| Hauptaltar                 | Altartisch und Retabel; Marmor, Holz, farbig gefasst und vergoldet, 18. Jahrhundert | in der Kirche St-Rémi (Lage) | PM21003863    | Inscrit      | 1989  |      |
| Skulptur Heiliger Remigius | Aufsatz eines Prozessionsstabs; Holz, farbig gefasst und vergoldet, 18. Jahrhundert | in der Kirche St-Rémi (Lage) | PM21003864    | Inscrit      | 1989  |      |
| Skulptur Heilige Katharina | Stein, farbig gefasst, 17. Jahrhundert                                              | in der Kirche St-Rémi (Lage) | PM21003865    | Inscrit      | 1989  |      |
| Skulptur Madonna mit Kind  | Aufsatz eines Prozessionsstabs; Holz, vergoldet, 18. Jahrhundert                    | in der Kirche St-Rémi (Lage) | PM21003866    | Inscrit      | 1989  |      |